# Grusonia guccinii
Grusonia guccinii (D.Donati) Bárcenas & H.M.Hern. è una pianta della famiglia delle Cactacee, originaria dello stato messicano di Coahuila.
L'epiteto specifico è un omaggio al cantautore bolognese Francesco Guccini.

## Descrizione
Si tratta di una pianta con articoli clavati, che forma gruppi di oltre 4 metri di diametro e oltre 30 cm d'altezza. Sviluppa fiori rossi a gola gialla.